# 지압

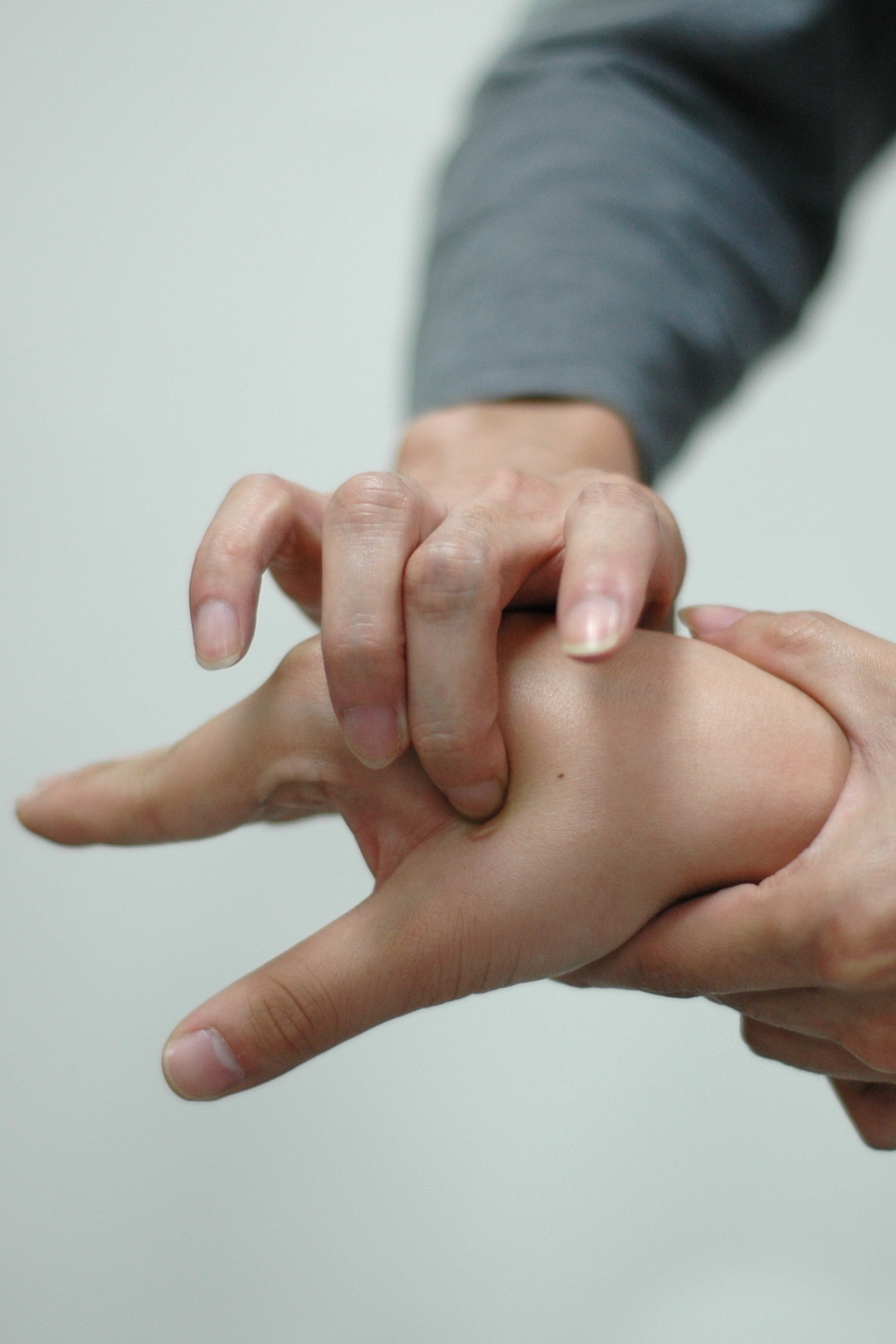
지압점

지압은 대체의학의 한 종류이다. 지압은 체내의 에너지가 "자오선(子午線)"을 따라 흐른다는 것을 개념으로 삼고 있다. 물리적인 압력을 통해 자오선을 막고 있는 것을 없앤다는 것이 치료의 개념이다. 압력은 손, 팔꿈치, 또는 다양한 기구들을 통해 전달 될 수 있다.
몇몇의 의학 연구는 지압이 멀미, 구토, 허리 통증에 효과적이라고 말하고있다. Quackwatch에 따르면 지압의 방식은 모호하며 논리가 없는 방법으로 행해진다고 말한다.

## 배경
지압점은 몸의 아픈부위와는 다른 지점을 치료 할 수도 있다. 전통중국요법(traditional Chinese medicine, TCM)이론은 자오선을 자극하여 음양(陰陽)과 기(氣)의 균형을 맞춘다고 말한다.
많은 동아시아 무술은 지압점을 자기 방어와 건강의 목적으로 학습한다. 지압점의 조합으로 상대방을 다루거나 무능력하게 만들 수 있다. 또한, 무술가들은 주기적으로 그들의 지압점을 마사지 하여 그들 자신의 자오선을 막고 있는 것을 제거하여 순환과 유연성을 증진시켜 공격의 취약점을 줄이게 한다.

## 평판
2011년 체계적인 지압에 관한 리뷰는 23개 중 16개의 연구에서 지압이 효과가 있다고 밝혔다. 그러나 이 연구들은 다소 편견이 있다고 평가되었다.  2011년 Cochrane리뷰에서 지압과 침술은 출산을 할 때 고통을 줄여준다 하였으나 추가적인 연구가 더 필요하다.
지압 팔찌는 지압점 P6를 자극하여 멀미와 다른 형태의 어지럼증을 완화한다고 한다. 증거기반의학(evidence-based medicine, EBM)의 한 그룹인 Cochrane Collaboration은 P6의 자극이 수술 후 어지럼증에 효과적이나 구토에는 효과적이지 않다고 밝혀냈다. Cochrane의 리뷰에는 침술, 전기침, 피부를 통한 신경자극, 레이저자극, 지압등 다양한 방법으로 P6를 자극하였다. EBM에 따르면 어떠한 방법이 더 효과적인지는 밝히지 않았다고 한다. 대체의학의 과학적 리뷰의 한 저자는 P6의 자극이 효과가 있다는 것을 동의하지 않았다.
Cochrane Collaboration 리뷰는 오랜기간의 마사지가 요통에 효과가 있다고 말하며, 지압점의 마사지가 전통적인 마사지보다 더효과가 있어보인다고 말하였다.
Quackwatch는 지압점이 "합리적"이지 않은 치료방법이라 말하며, 건강과 질병에 과학적 개념을 가지고 접근하지 않는다고 말했다.

## 지압 이론
두 지점 지압으로 알려진 다양한 체계는 막혀있는 생체의 흐름을 하나의 나란한 자오선으로부터 접점을 만들어 다른 하나의 자오선에 있는 장해물의 흐름을 자극하거나 감소시킨다.

## 전통 중국의학의 비판
지압의 의료적 사용은 전통중국의학에 근거한다. 전통중국의학은 해부학, 조직학적으로 물리적인 증명을 할 수 없다. 단지 지압점과 자오선이 있다고 말하고 있다. 지지자들은 전통중국의학이 과학이전의 체계로서 실용적인 관련성이 있다고 말한다. 침술사들은 전통중국의학을 구조적이기 보다 기능적인 개념으로 받아 들이는 경향성이있다.

## 기구
지압을 함에 있어서 다양한 기구들이 존재한다. acuball은 작은 고무공으로 가열이 가능하다. 암력을 주거나 근육을 풀거나 관절통에 사용한다. energy roller는 작은 실린더 형태로 표면이 울퉁불퉁하다. 롤러를 앞뒤로 움직이며 압력을 줄 수있다. 발바닥롤러는 둥글며 실린더 형태로 표면이 울퉁불퉁하다. 바닥에 놓고 발로 밟아 앞뒤로 움직임으로써 압력을 줄 수 있다. 파워매트는 작은 피라미드 형태로 그 위를 걸을 수 있다. 가시롤러는 자석을 포함한 울퉁불퉁한 롤러로 위아래로 움직여 압력을 가한다. Teishein은 침술의 원서에 기술된것으로 9개의 고전 침술 침 중 하나이다. 비록 침이라 쓰여있지만 이것은 피부를 뚫지는 않는다.

## 같이 보기
- 침술
- 안마